# Daliyuan (sockenhuvudort i Kina, Yunnan Sheng, lat 27,18, long 103,49)
Daliyuan är en sockenhuvudort i Kina. Den ligger i provinsen Yunnan, i den sydvästra delen av landet, omkring 250 kilometer norr om provinshuvudstaden Kunming. Antalet invånare är 18 896. Befolkningen består av 8 820 kvinnor och 10 076 män. Barn under 15 år utgör 24,0 %, vuxna 15-64 år 70 %, och äldre över 65 år 5,0 %.
Runt Daliyuan är det ganska tätbefolkat, med 248 invånare per kvadratkilometer. Det finns inga andra samhällen i närheten. Trakten runt Daliyuan består till största delen av jordbruksmark.
Genomsnittlig årsnederbörd är 1 008 millimeter. Den regnigaste månaden är juli, med i genomsnitt 228 mm nederbörd, och den torraste är december, med 7 mm nederbörd.